# Brajkovac (Prijepolje)
Brajkovac (Servisch cyrillisch Брајковац) is een plaats in de Servische gemeente Prijepolje. De plaats telt 87 inwoners (2002).